# Jeruzalemski križ
Jeruzalemski križ ili križarski križ predstavlja pet zlatnih križeva na srebrnoj pozadini. Križ se nalazio na grbu normanskog vojskovođe Godefroya de Bouillona. 
Jeruzalemski križ se tumači na ovaj način - Veliki križ predstavlja Krista, a četiri mala križa koja se nalaze u okrilju Velikog križa, predstavljaju četiri Evanđelja. Pet križeva se sjedinjuju u jedan simbol koji simbolizira pet Kristovih rana.
Danas je službeni amblem franjevačke kustodije Svete Zemlje u Palestini, Izraelu i Libanonu, i uopće katolički simbol Svete zemlje.